# Marshall Berman
Marshall Howard Berman (ur. 24 listopada 1940 w Bronksie, Nowy Jork, zm. 11 września 2013 na Manhattanie, Nowy Jork) – amerykański filozof i pisarz humanizmu marksistowskiego. Posiadał tytuł profesora zwyczajnego (ang. Distinguished Professor) nauk politycznych w City College of New York oraz w szkole studiów podyplomowych City University of New York. Nauczał filozofii politycznej oraz urbanistyki.

## Życiorys
Absolwent Uniwersytetu Columbia, studia doktoranckie ukończył na Harvard University w 1968. Zasiadał w radzie wydawniczej magazynu „Dissent” oraz regularnie publikował w „The Nation”, „The New York Times Book Review”, „Bennington Review”, „New Left Review”, „New Politics” oraz w „Village Voice Literary Supplement”.
Jego najbardziej znanym dziełem jest książka Wszystko, co stałe, ulatnia się w powietrzu. Rzecz o doświadczeniu nowoczesności (ang. All That is Solid Melts Into Air: The Experience Of Modernity). Ostatnią publikację stanowiła natomiast antologia New York Calling: From Blackout To Bloomberg, której był współwydawcą wraz z Brianem Bergerem, a także do której napisał wstępny esej. W Adventures in Marxism Berman opisał, jak podczas studiów na Uniwersytecie Columbia w 1959, odkrył Rękopisy ekonomiczno-filozoficzne z 1844 Karola Marksa, które okazały się dla niego olśnieniem i inspiracją, a następnie stały się podstawą ideologiczną wszystkich jego dalszych prac i osiągnięć. Osobisty ton przenika jego prace, łącząc historyczne trendy z własnymi obserwacjami i interpretacjami.

## Nowoczesność i modernizm
Od połowy do końca XX wieku dyskurs filozoficzny koncentrował się na kwestiach nowoczesności i postaw kulturowych oraz filozofii w nowoczesnej formie. Berman wyłożył swoją definicję modernizmu, przeciwstawiając ją filozofiom postmodernistycznym.
Niektórzy wierzą, że rzeczywiste formy nowoczesnej sztuki i myśli wykonały olbrzymi skok poza różnorodne wrażliwości modernizmu i jednocześnie zasłużyły na miano „postmodernizmu”. Chcę odnieść się do tych odmiennych, chociaż komplementarnych stwierdzeń przez analizę wizji nowoczesności, od której ta książka się zaczyna. Być modernistą – twierdzę – to doświadczać osobistego i społecznego życia jako wiru, w którym należy odnajdywać swój świat i samego siebie w ciągłej dezintegracji i ciągłym odradzaniu, kłopotach i męce, wieloznaczności i sprzeczności: być częścią kosmosu, w którym wszystko co trwałe, wyparowuje. Być modernistą oznacza zadomowienie w tym wirze, aby jego rytm stał się naszym, aby poruszać się w jego prądach, których żar i szaleństwo pozwalają na poszukiwanie nowych form rzeczywistości, piękna, wolności, sprawiedliwości.
To ujęcie modernizmu różni się od postmodernistycznego. Parafrazując Charles’a Baudelaire’a, Michel Foucault wprost zdefiniował modernizm jako wolę „heroizacji” teraźniejszości. Berman postrzegał postmodernizm jako bezduszną i beznadziejną komorę, w której całe pokolenia naśladowców Foucaulta wybrały zaduszenie i zadławienie się.

## Publikacje
- The Politics of Authenticity: Radical Individualism and the Emergence of Modern Society (1970, wznowienie w 2010 przez „Verso Press”)
- All That Is Solid Melts Into Air: The Experience of Modernity (1982), wyd. pol. Wszystko, co stałe, rozpływa się w powietrzu. Rzecz o doświadczeniu nowoczesności (2006), „Universitas”, ISBN 83-242-0530-6.
- Adventures in Marxism (1999), wyd. pol. Przygody z marksizmem (ukaże się w maju 2012), „Wydawnictwo Krytyki Politycznej”
- On the Town: One Hundred Years of Spectacle in Times Square (2006)
- New York Calling: From Blackout to Bloomberg (2007), „Marshall Berman and Brian Berger”
- Introduction to ˌˌThe Communist Manifestoˈˈ by Karl Marx (2010), „Penguin Books”